# Orzeszówka
Orzeszówka (prononciation : [ɔʐɛˈʂufka]) est un village polonais situé dans la gmina de Miedzna dans le powiat de Węgrów et en voïvodie de Mazovie dans le centre-est de la Pologne.
Ce village se trouve à environ 3 kilomètres à l'est de Miedzna, 11 kilomètres au nord-est de Węgrów (chef-lieu du powiat) et à 82 kilomètres à l'est de Varsovie (capitale de la Pologne).

## Histoire
De 1975 à 1998, le village appartenait administrativement à la voïvodie de Siedlce.